# ワルゲットスクス
ワルゲットスクス（学名:Walgettosuchus）は後期白亜紀のオーストラリアに生息していた獣脚類。一般的に疑問名と見做される。

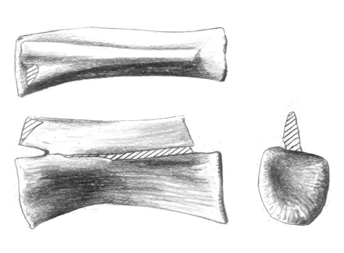
化石

## 発見と命名
標本はニューサウスウェールズ州ウォルゲット近くのライトニングリッジで、1909年以前にオパールディーラーによって発見され、1932年にフリードリヒ・フォン・ヒューネによってラパトル、フルグロテリウムと共に記載された。
属名は「ウォルゲットのワニ」の意。

## 特徴
単一のオパール化した尾椎のみから知られ、標本の長さは約63mmである。
食性は不明だが、肉食動物であった可能性が高い。

## 分類
Von Hueneは記載時、ワルゲットスクスをコエルロサウルス類に配置し、オルニトミムス科の椎骨との類似性を指摘した。
同じくオーストラリアから産出した獣脚類であるラパトルと同一の恐竜であるとする説があるが、ラパトルは中手骨のみから知られているため比較を行うことは不可能である。
　